# Latino Peak
Latino Peak är en bergstopp i Antarktis. Den ligger i Östantarktis. Nya Zeeland gör anspråk på området. Toppen på Latino Peak är 2 290 meter över havet, eller 322 meter över den omgivande terrängen. Bredden vid basen är 7,2 km. Latino Peak ingår i Saxby Range.
Terrängen runt Latino Peak är bergig österut, men västerut är den kuperad. Trakten är obefolkad. Det finns inga samhällen i närheten. 